# بيتر باومان (موسيقي)
بيتر باومان (بالألمانية: Peter Baumann)‏ هو موسيقي ألماني، ولد في 29 يناير 1953 في برلين في ألمانيا.

## وصلات خارجية
- بيتر باومان على موقع IMDb (الإنجليزية)
- بيتر باومان على موقع ميوزك برينز (الإنجليزية)
- بيتر باومان على موقع أول ميوزيك (الإنجليزية)
- بيتر باومان على موقع ديسكوغز (الإنجليزية)
- بيتر باومان على موقع قاعدة بيانات الفيلم (الإنجليزية)